# Czołpino (województwo zachodniopomorskie)
Czołpino – uroczysko-dawna miejscowość w Polsce, w województwie zachodniopomorskim, w powiecie goleniowskim, w gminie Goleniów.
Obecnie miejscowość całkowicie niezamieszkana. W miejscu dawnego Czołpina znajdują się resztki dawnego osadnictwa. Okolice Czołpina to tereny podmokłe, łąki, pola, oraz niewielki las. W pobliżu miejscowości przepływa rzeka Ina. 

## Historia
Przed 1945 r. wieś należała do Niemiec, w prowincji Pomorze, w rejencji szczecińskiej, w powiecie Naugard (do 1939 w powiecie Randow). 
Wieś została zniszczona pod koniec II wojny światowej.
Do 1945 r. poprzednią niemiecką nazwą osady była Groß Hohehorst. W 1948 r. ustalono urzędowo polską nazwę osady Czołpino.